# L'angelo del male (film 1998)
L'angelo del male (The Prophecy II) è un film del 1998 scritto e diretto da Greg Spence.

## Serie Cinematografica
- L'ultima profezia (The Prophecy), regia di Gregory Widen (1995)
- L'angelo del male (The Prophecy II), regia di Greg Spence (1998)
- La profezia (The Prophecy III: The Ascent), regia di Patrick Lussier (2000)
- The Prophecy: Uprising (The Prophecy: Uprising), regia di Joel Soisson (2005)
- La profezia prima della fine (The Prophecy: Forsaken), regia di Joel Soisson (2005)

## Distribuzione in DVD
- In Italia è stato distribuito dalla Cecchi Gori Group il 25 febbraio 2005, con una visione a schermo panoramico.
- Nel Regno Unito è stato distribuito dalla Dimension il 15 luglio 2002 e un'altra versione dalla Miramax il 25 aprile 2011.